# MegaFon OJSC
MegaFon OJSC (russisk: МегаФон) er en russisk telekommunikationsvirksomhed, som er det næststørste mobiltelefoniselskab i Rusland med ca. 62 mio. abonnenter. Omsætningen var i 2017 på 6,4 mia. US $. Juni 2012 havde virksomheden 62,1 mio. abonnenter i Rusland og 1,6 mio. abonnenter i Tadsjikistan. Hovedkvarteret er i Moskva.
I 1993 blev virksomheden North-West GSM CJSC (Sankt Petersborg) etableret. De væsentligste investorer inkluderede Sonera (Finland), Telia (Sverige) og Telenor Invest AS (Norge). I forbindelse med en ny landsdækkende strategi i 2002 ændredes virksomhedens navn til MegaFon.